# Euxootera melanomesa
Euxootera melanomesa är en fjärilsart som beskrevs av George Francis Hampson 1913. Euxootera melanomesa ingår i släktet Euxootera och familjen nattflyn. Inga underarter finns listade i Catalogue of Life.